# Phyllophaga verruciventris
Phyllophaga verruciventris är en skalbaggsart som beskrevs av Moser 1918. Phyllophaga verruciventris ingår i släktet Phyllophaga och familjen Melolonthidae. Inga underarter finns listade i Catalogue of Life.